# Patrimonio Nacional

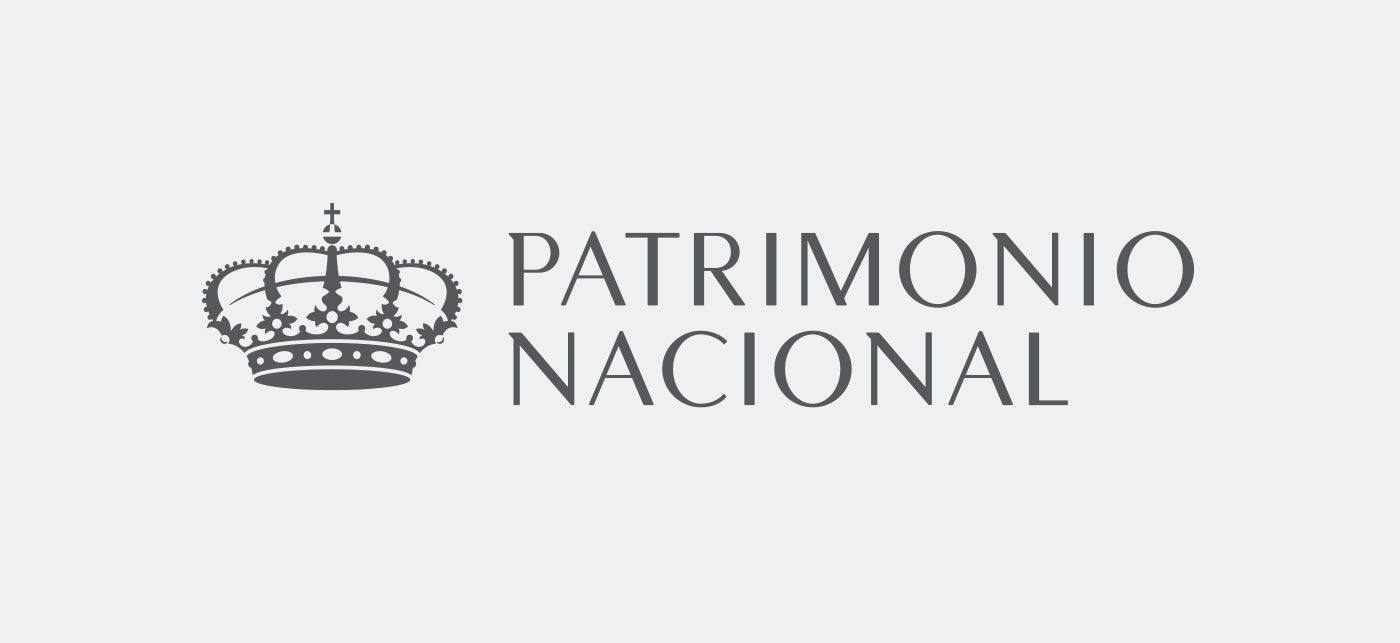
Spanska kronan, symbolen för Patrimonio Nacional.

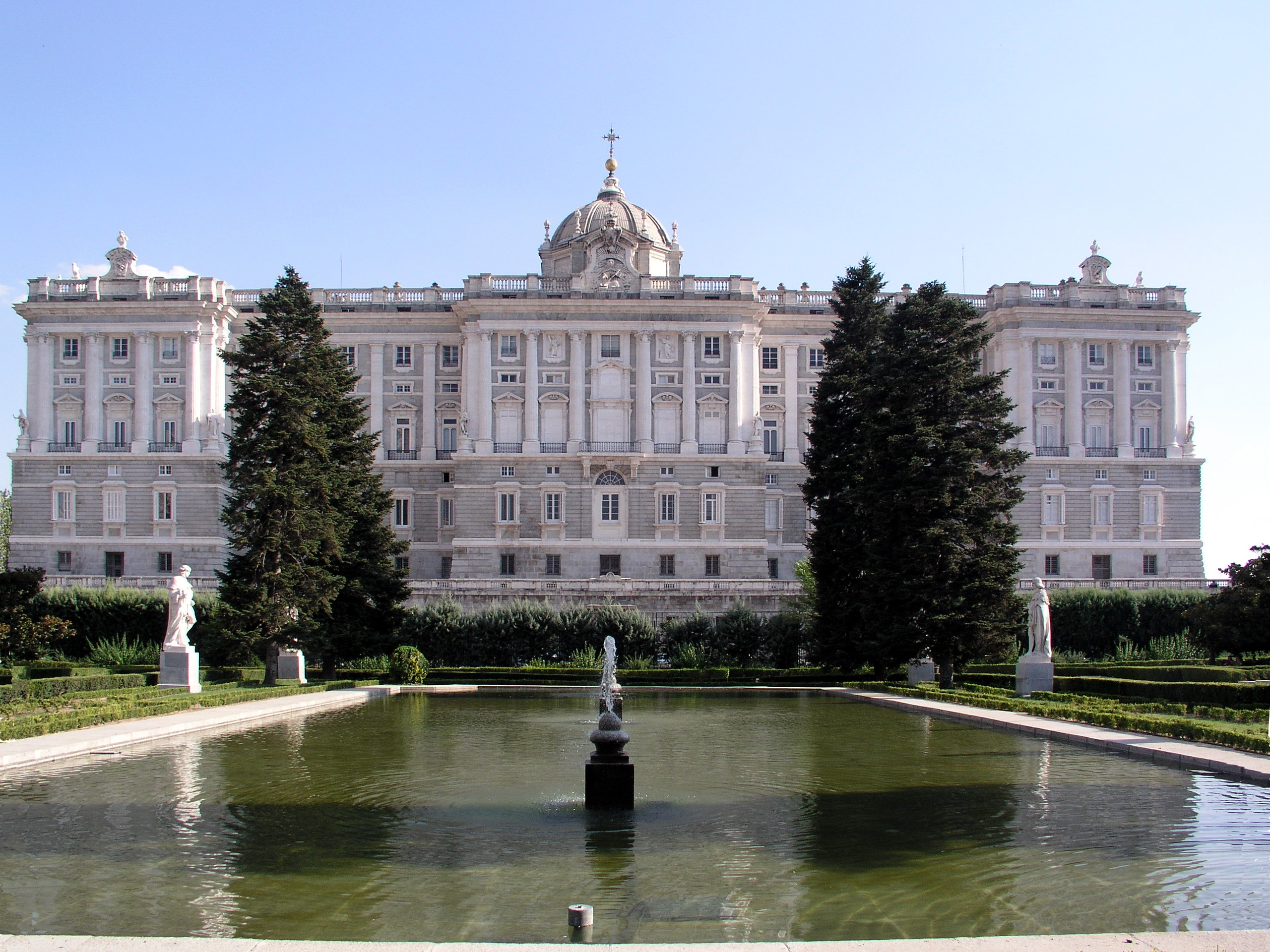
Palacio Real, Madrid

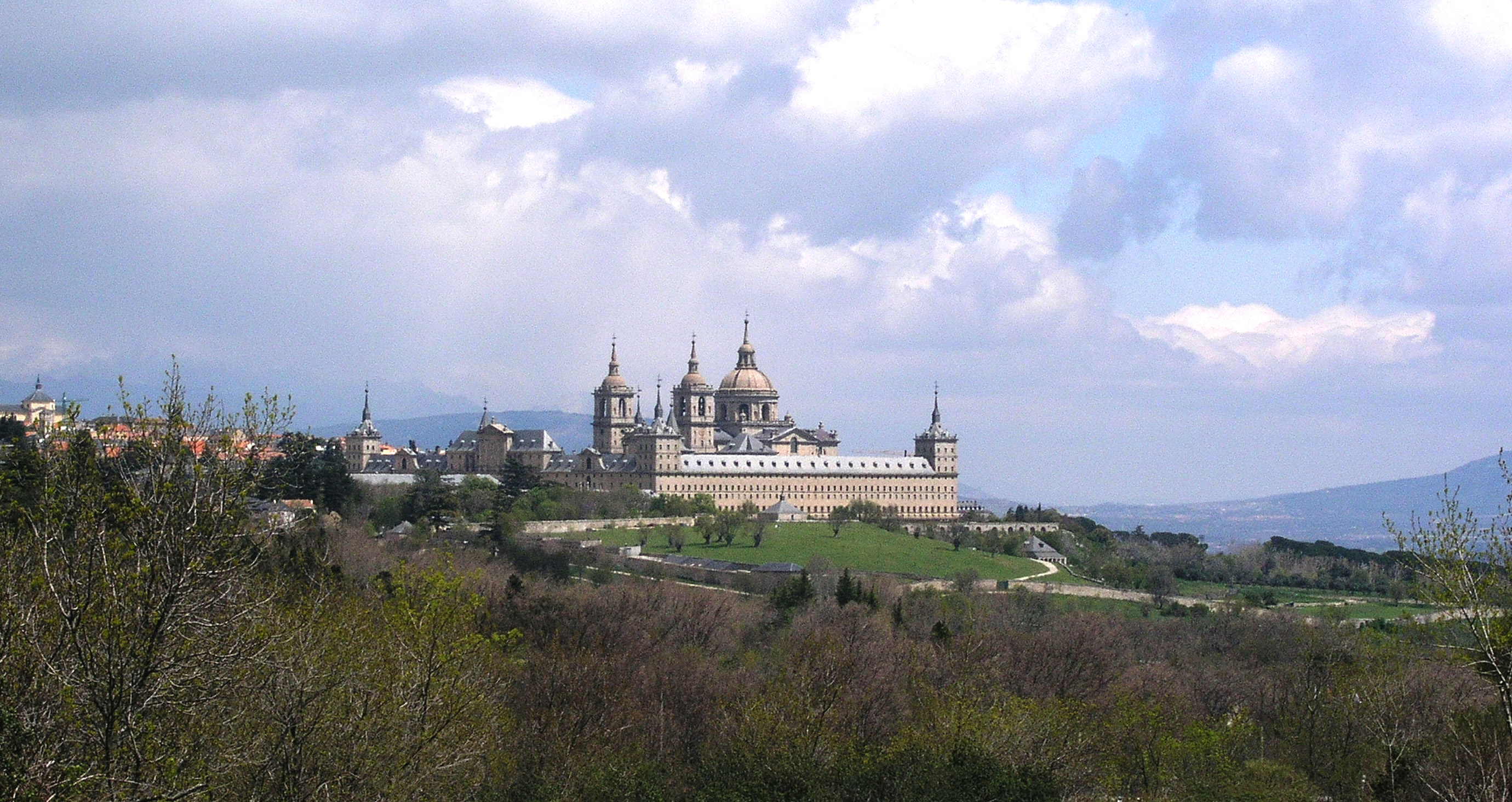
El Escorial

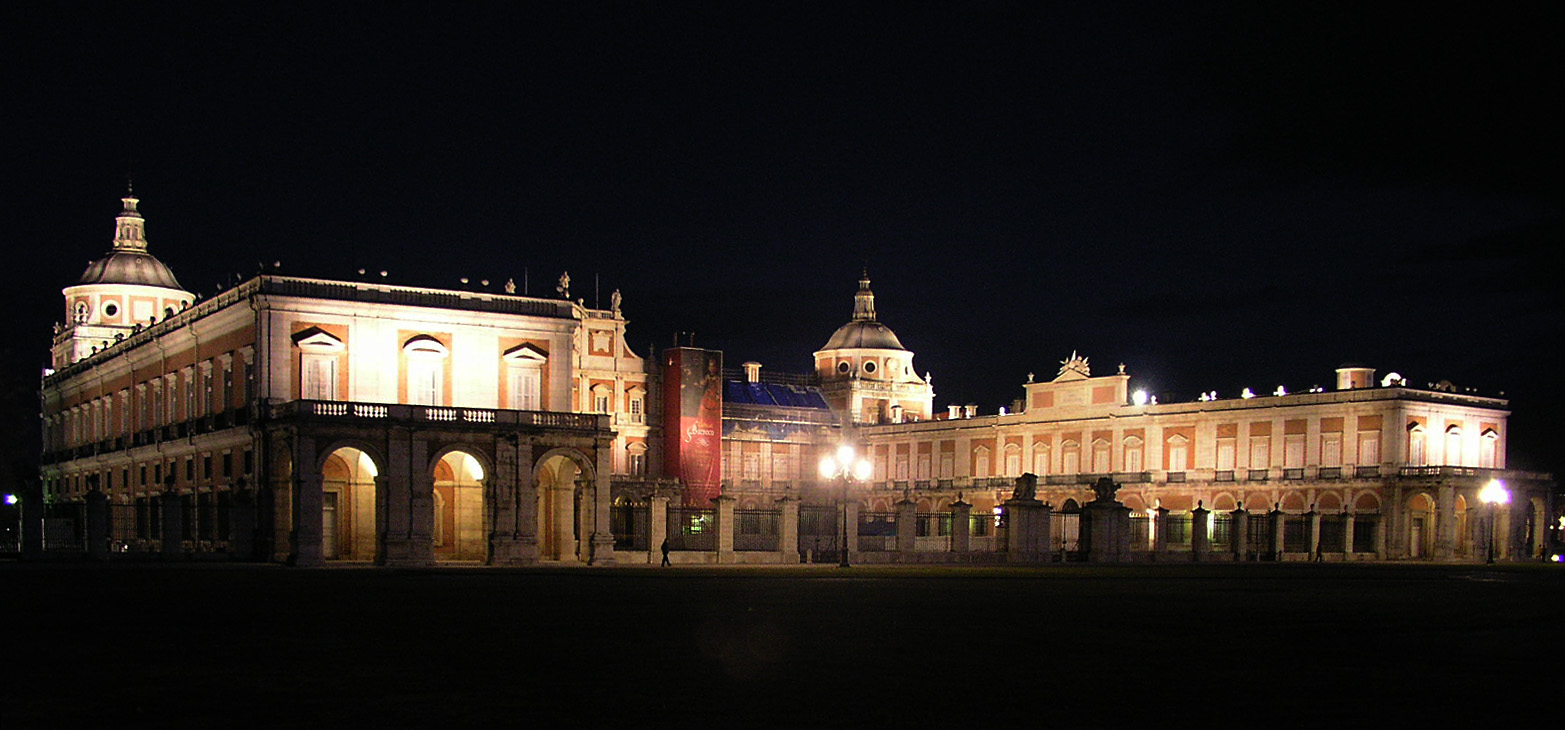
Kungl slottet i Aranjuez

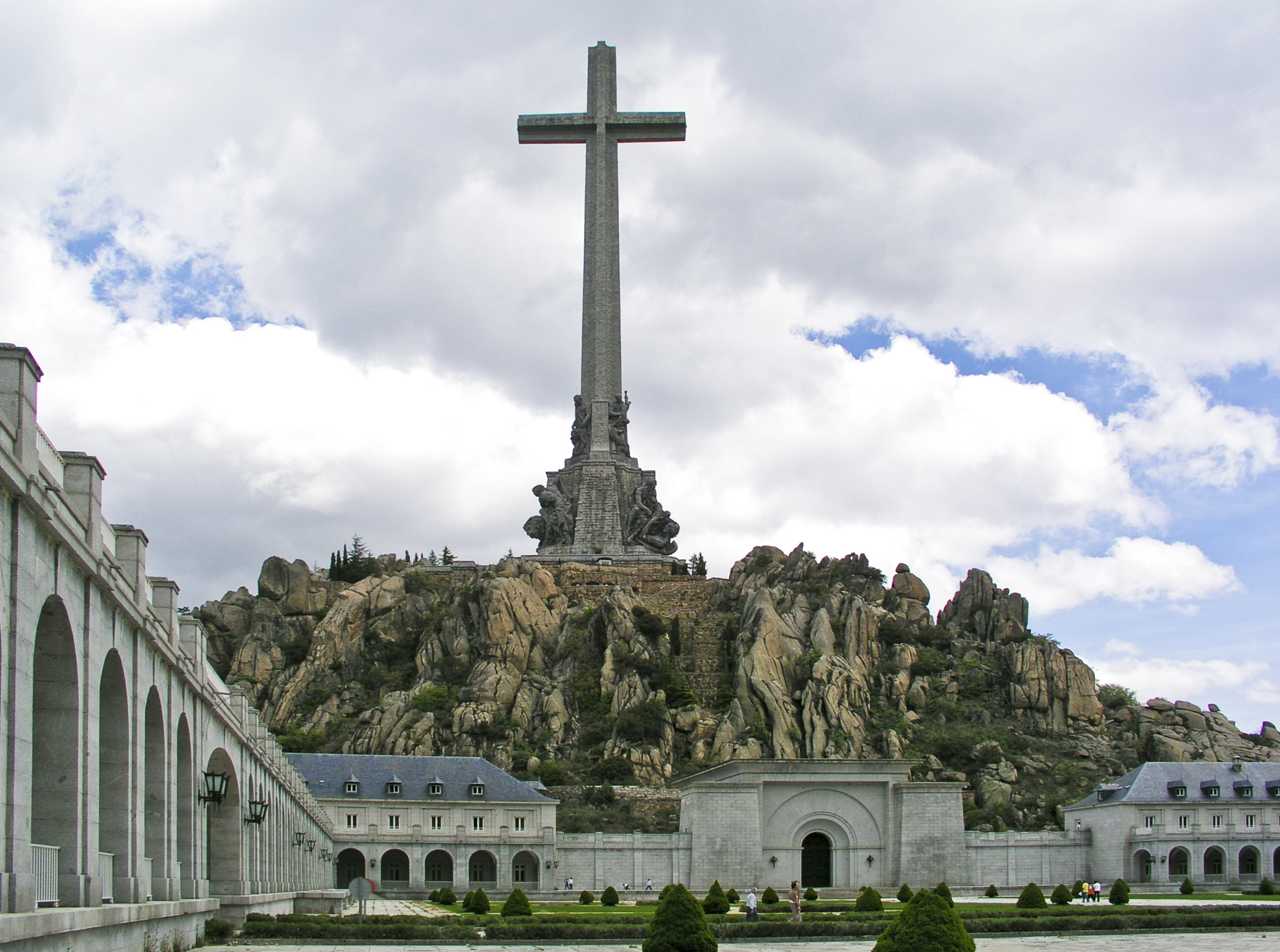
Abadía Benedictina de la Santa Cruz

Patrimonio National (Consejo de Administración de Patrimonio Nacional eller på svenska ”Styrelsen för det spanska nationella kulturarvet”) är ett självständigt organ under regeringskansliet (Ministerio de la Presidencia). Dess uppgift är att driva och underhålla egendom som ägs av spanska staten och disponeras av den spanska kungafamiljen, för användning som bostad eller för statliga och officiella ceremonier. På detta sätt har bevarandet av dessa monument och byggnader upphört att drivas av den spanske konungen och har i stället överförts till den spanska staten.
Egendomarna som administreras av Patrimonio Nacional består av palats, parker, trädgårdar och några konvent och kloster, de så kallade kungliga residensen (reales sitios). Denna benämning inkluderar den spanska kungafamiljens bostäder, merparten finns i närheten av Madrid och har av tradition använts som plats för vila, rekreation och sommar- eller vinterbostad för den spanska kungafamiljen. Den inkluderar också de platser som under forna tider fanns för hovets försörjning, men numera har den spanska monarkin avstått från dessa platser.
Under tiden för Alfons XIII användes benämningen Patrimonio Real.

## Kungliga residens

### Kungliga palats
- Palacio Real de Madrid.
- Casita del Príncipe (Madrid)
- Casita del Príncipe (El Pardo) (Madrid)
- Zarzuelapalatset (Madrid)
- Real Sitio o monasterio de San Lorenzo de El Escorial (Madrid).
- Kungliga slottet i Aranjuez och trädgårdarna (Madrid).
- Palacio Real de El Pardo (Madrid).
- Palacio Real de La Granja de San Ildefonso (Segovia).
- Palacio Real de Riofrío (Segovia).
- Palacio Real de La Almudaina (Palma de Mallorca, Islas Baleares).
- Residencia Real de La Mareta (Lanzarote, Islas Canarias)

### Konvent och kloster
- Monasterio de las Descalzas Reales (Madrid).
- Monasterio de Yuste (Cáceres).
- Real Monasterio de la Encarnación (Madrid).
- Real Monasterio de Santa Isabel (Madrid).
- Real Monasterio de Santa Clara de Tordesillas (Valladolid).
- Real Monasterio de las Huelgas (Burgos).
- Real Convento de San Pascual (Aranjuez).
- Colegio de Doncellas Nobles (Toledo).
- Valle de los Caídos (Abadía Benedictina de la Santa Cruz) (Madrid).

## Premiärministerns residens
(Residencias del presidente del Gobierno)
- Palacio de La Moncloa (Madrid)
- Palacio de Las Marismillas (Huelva)
- Coto Nacional de los Quintos de Mora (Toledo)